# Taras il magnifico
Taras il magnifico (Taras Bulba) è un film del 1962 diretto da J. Lee Thompson.
Il soggetto è tratto dal racconto Taras Bul'ba del 1835 di Nikolaj Gogol'.

## Trama
A cavallo tra XV secolo e XVI secolo, i polacchi sconfiggono i cosacchi nella zona dell'odierna Ucraina e li scacciano in zone più remote della steppa. 
Per sopravvivere, giurando vendetta, il cosacco Taras Bulba brucia la sua casa e su un carro si trasferisce con la moglie incinta in una zona più tranquilla. Nasce il primo figlio di Taras, un maschio che viene chiamato Andrei. Dopo pochi anni, nasce un altro maschio cui viene dato il nome Ostap. I due figli, orgoglio di Bulba, vengono cresciuti da veri cosacchi, forti, fieri, pronti a combattere e a bere vodka. Finalmente l'università di Kiev apre le porte anche ai figli cosacchi e Taras manda i suoi due figli ad imparare usi e nozioni dei polacchi per meglio combatterli al momento della nuova rivolta. I due ragazzi vengono subito presi di mira dagli altri studenti e spesso finiscono nei guai per il solo fatto di essere cosacchi. Andrei rimane affascinato dalla figlia del governatore, la bella polacca Natalia. Anche la ragazza non è insensibile al giovane e a poco a poco i due si innamorano e iniziano una relazione segreta. Il fratello di Natalia se ne accorge e per salvare l'onore della famiglia rapisce Andrei e Ostap e in un sotterraneo del collegio, in compagnia di altri studenti, affronta l'amante di sua sorella. Andrei, che è abituato a combattere, uccide il fratello di Natalia, poi fugge con Ostap dirigendosi verso casa. Natalia viene trasferita dal padre nel convento sito nella città di Drubno. Intanto nel luogo di ritrovo di tutti gli uomini della tribù di Taras Bulba arriva l'ataman (il capo) che comunica l'inizio della guerra a fianco dei polacchi contro i turchi. Andrei si fa avanti dichiarando che mai avrebbe combattuto per i polacchi e viene tacciato di codardia. Deve quindi dimostrare, con una prova di audacia, di non essere un vigliacco. La sfida consiste nel saltare a cavallo ripetute volte un burrone profondissimo e, nell'ultimo salto il suo accusatore cade e l'onore di Andrei è salvo. I cosacchi si riuniscono per la guerra e Taras Bulba riesce a convincere gli altri a marciare contro i polacchi. Questi, dopo un primo attacco, si rifugiano nella città di Drubno e Taras si accampa fuori le mura, aspettando la resa per fame. In città c'è anche Natalia: Andrei, preoccupato, trova il modo di entrare per sincerarsi che la sua amata stia bene. I due vengono sorpresi e catturati; Andrei, per salvare Natalia dal rogo, promette di aiutare i polacchi a recuperare del cibo rubando il bestiame ai cosacchi. Andrei dirige quindi la sortita, mentre i cosacchi, abbandonati da un terzo di loro che erano stufi di aspettare, sembrano avere la peggio sotto i colpi del minuscolo manipolo di uomini. Andrei si dirige al recinto, ma Taras Bulba lo vede e, con il dolore nel cuore, lo uccide. I polacchi in città, vedendo i cosacchi in difficoltà, decidono di uscire per una massiccia offensiva, per cui Bulba ordina la ritirata. I polacchi inseguono i fuggitivi, i quali arrivano in una spianata ai cui lati si trovano gli altri cosacchi che si erano allontanati. Accerchiati, i polacchi soccombono e i cosacchi si dedicano a seppellire i morti.

## Produzione
Il film è stato girato al Disney Ranch di Santa Clarita in California, a Salta in Argentina e in Jugoslavia. 
La prima scelta per il personaggio di Andrei, fu Burt Lancaster, solo in seguito venne scritturato Tony Curtis

## Riconoscimenti
- Premi Oscar 1963
  - Candidatura per la miglior colonna sonora per Franz Waxman
- Golden Globe 1963
  - Candidatura per la miglior colonna sonora per Franz Waxman

## Accuratezza storica
Sebbene il protagonista del film, Taras Bulba, sia frutto di un romanzo di Gogol, l'ambientazione storica dei fatti è abbastanza curata e veritiera. Effettivamente la guerra tra cosacchi e polacchi e la vittoria di questi ultimi nelle zone ucraine avvenne nel quindicesimo secolo. Nel film si fa molto riferimento alla religione cristiano-ortodossa alla quale i cosacchi erano fedeli. Nella scena del film i cosacchi galoppano verso la guerra gridando "Zaporoschi", infatti alcuni gruppi cosacchi, residenti in particolari zone erano chiamati "i cosacchi zaporoghi".
C'è un errore nella trasposizione cinematografica riguardo al taglio dei capelli: effettivamente i cosacchi si rasavano la testa, ma lasciavano il codino sulla fronte. Nel film l'unico correttamente pettinato è il vecchio cosacco che ha il codino girato verso la faccia.